# Pauridiantha verticillata
Pauridiantha verticillata är en måreväxtart som först beskrevs av De Wild. och Théophile Alexis Durand, och fick sitt nu gällande namn av Nicolas Hallé. Pauridiantha verticillata ingår i släktet Pauridiantha och familjen måreväxter. Inga underarter finns listade i Catalogue of Life.